# Amphilius uranoscopus
Amphilius uranoscopus is een straalvinnige vissensoort uit de familie van de kuilwangmeervallen (Amphiliidae). De wetenschappelijke naam van de soort is voor het eerst geldig gepubliceerd in 1889 door Pfeffer.